# Großsteingrab Vilhelmsro
Das Großsteingrab Vilhelmsro war eine megalithische Grabanlage der jungsteinzeitlichen Nordgruppe der Trichterbecherkultur im Kirchspiel Asminderød in der dänischen Kommune Fredensborg. Es wurde im 19. Jahrhundert zerstört.

## Lage
Das Grab lag im Süden von Fredensborg vor dem heutigen Haus Vilhelmsro 432. In der näheren Umgebung gab es zahlreiche weitere megalithische Grabanlagen.

## Forschungsgeschichte
Im Jahr 1884 führten Mitarbeiter des Dänischen Nationalmuseums eine Dokumentation der Fundstelle durch. Zu dieser Zeit waren keine baulichen Überreste mehr auszumachen. Eine weitere Dokumentation im Jahr 1942 kam zum gleichen Ergebnis.

## Beschreibung
Die Anlage besaß eine Hügelschüttung unbekannter Form und Größe. Über eine mögliche steinerne Umfassung ist nichts bekannt. Der Hügel enthielt eine Grabkammer, die als Urdolmen anzusprechen ist. Sie war ost-westlich orientiert und hatte einen rechteckigen Grundriss. Zu den Maßen liegen keine Angaben vor. Die Kammer bestand aus vier Wandsteinen und einem Deckstein. Sie war mit einer Packung aus Feuerstein ummantelt.